# 证果寺 (八大处)
证果寺，位于北京市石景山区八大处公园，是一座汉传佛教寺院，为八大处第八处。

## 历史
证果寺位于卢师山腰。创建于唐朝天宝八年（749年），是北京地区历史较久的佛教寺院之一。
一些当代文献将证果寺与清凉寺混淆。实际上这是两座并存的寺院。证果寺起初是清凉寺（卢师寺）僧人的弃尸之所，称“尸陀林”，相当于塔院。唐朝天宝年间，始在此建“感应寺”。《镇海寺旧碑记》记载：“都城一舍许，曰尸陀林秘魔崖。唐天宝间，有僧名卢，不知何许人，自江南造一舟，不施篙橹，任所之曰：汝止吾止也。至卢沟桥桑干河达尸陀林，见石室曰：吾居是矣。居无何，有二童子叩师，师问何来。曰：吾龙子也，闻师居是，愿执薪水之役，遂为沙弥，日以鬻薪奉卢师馔供。时京师旱，三年不雨，树枯井竭，民甚忧之。官募能致雨者，榜诸道。二沙弥诣京，立榜下曰：能致雨。榜吏徐来曰：能限雨期乎？曰：期三日。言讫委身龙潭。须臾，见大小青龙出没云际。榜吏以闻，至期果雨，皇情大悦，遣使诣山致祭，赐卢师号曰感应禅师，建寺曰感应。”元朝泰定年间，重修感应寺，改称“镇海寺”。明朝天顺年间再度重修，改称“证果寺”，沿用至今。

## 建筑
证果寺坐北朝南，主要建筑分为东路、中路、西路。中路自南向北是山门殿、天王殿、大雄宝殿（三世佛殿）。东路为方丈院。西路为秘魔崖及附属建筑。
山门左近是一方深池，周围用青条石砌成，宽广丈余，名为“青龙潭”。青石券顶，额刻“阿耨达流”四字梵语，意思是“能觉知一切真理”。雨季，潭水会溢出池口。
过青龙潭，沿着石板路上行一百多步，可见20多级青石阶上的山门殿。由此即进入证果寺。证果寺中路的主要建筑有：
- 山门殿：面阔三间，正脊歇山式，建在4米多的高台上。[2]门额刻有明英宗御书“古刹证果寺”。阶西有一株古槐，左右有两通石碑，龟趺螭首，都是清朝道光二年立。西碑《镇海寺旧碑记》为祁隽藻所书；东碑《中兴秘魔崖证果寺十方住持缘起碑》为高僧崇理杲鉴撰文，南书房翰林程恩泽书丹。山门殿内是21世纪初新塑的哼哈二将立像。[1]
- 天王殿：面阔三间，供奉四大天王。[2]
- 大雄宝殿（三世佛殿）：供奉21世纪初新塑的“横三世佛”，正中为释迦牟尼，左为阿弥陀佛，右为药师佛。[1]殿前原有两碑，一是《敕赐证果禅寺重建碑》，一是《报恩碑记》，都是礼部尚书姚夔撰文，记述明朝太监刘恒重修证果寺经过。[2]

证果寺东路是方丈院。院内有假山、花木，环境清幽。院外是坡地，松林密布。恭亲王奕訢、醇亲王奕譞均在方丈院居住过，并留下许多诗作。
证果寺西路是一组园林，狭长曲折。主要建筑有：
- 殿堂：位于院前，面阔三间，前出抱厦，旁边带耳房。
- 石门：位于殿东，是一宝瓶石门，雕有蟠龙莲花，门边刻有唐朝常健的诗句：“曲径通幽处，禅房花木深”。
- 庭园：过了石门为一宽敞的庭园，园内种植翠竹，竹边有一座名为“环中环”的青石假山。
- 秘魔崖：继续沿曲径北行，可到秘魔崖，为一巨岩横空斜出，崖下乃一天然石室，崖壁间刻有“天然幽谷”、“别有洞天”等字。侍郎程恩泽好友礼部尚书贵庆晚年在此隐居。
- 招止亭：临崖有民国二十五年（1936年）建的“招止亭”，亭内墙上嵌一方石刻《秘魔崖招止亭记》，袁翼撰文，袁毓麟书丹。登招止亭，晨可见“高林晓日”，晚可见“卢师夕照”。[1]

中华民国时期田树藩所著《西山名胜记》记载：“秘魔崖风景雅洁无比，游人每多留连。文人观赏题壁，触动诗情，到此更难舍去”。秘魔崖上的题壁诗过去不下百首，现存翁同龢（瓶居士）、宝竹坡以及林琴南等人的数首。翁同龢律诗一首如下：“衮衮中朝彦，何人第一流。苍凉万言疏，悱恻五湖舟。直谏吾终敬，长贫尔岂愁。何时霜叶下，同醉万山秋。乙酉孟秋题竹坡诗后，瓶居士。”